# Человеческий магнетизм
Человеческий магнетизм — предполагаемая способность некоторых людей притягивать предметы к своему телу. Люди, имеющие эту способность, часто называются «людьми-магнитами». Наиболее популярные «притягиваемые» предметы — металлические предметы, но некоторые люди-магниты якобы способны притягивать другие типы материалов, например стекло, фарфор, дерево или пластик.

## Некоторые люди-магниты
- Аурел Рэйляну (Aurel Răileanu) из Румынии, известный как Мистер Магнит, считается самым сильным человеком-магнитом[2]
- Этибар Эльчиев из Грузии, обладатель рекорда Гиннесса 2014 года по количеству железных предметов, 50 ложек, удерживаемых на теле[3]
- Иван Стоилькович (Ivan Stoiljković), мальчик из Хорватии[4]
- Лью Тоу Лин из Малайзии, известный как Мистер Магнитный человек[5]
- Ван Баоцян из Шаосина, Китай[6]

## Объяснение
Учёные утверждают, что человеческий магнетизм не имеет ничего общего с магнетизмом, поскольку такие люди способны притягивать к себе не только металлические предметы. Научный скептик Бенджамин Рэдфорд проверял с помощью компаса, создаёт ли тело «человека-магнита» магнитное поле, и не обнаружил его. Это свидетельствует о том, что человеческий магнетизм использует другой вид физического воздействия. Многие учёные и сторонники науки, включая Джеймса Рэнди, утверждают, что эта способность вызвана необычно липкой кожей.